# Yu Myeong-Hee
Yu Myeong-Hee (* 5. September 1954 in Seoul) ist eine südkoreanische Mikrobiologin. Sie forscht am Institut für biomedizinische Forschung des Koreanischen Instituts für Wissenschaft und Technologie. Zwischen 2010 und 2013 war sie wissenschaftliche Beraterin für die Zukunft Südkoreas unter Präsident Lee Myung-bak.

## Leben
Yu erwarb 1976 ihren Bachelor of Science in Mikrobiologie an der Seoul National University und promovierte 1982 in Mikrobiologie an der University of California, Berkeley. 1985 arbeitete sie als Postdoktorandin am Massachusetts Institute of Technology (MIT). Zurück in Korea arbeitete Yu bis zum Jahr 2000 am Korea Research Institute of Bioscience and Biotechnology. Danach war sie am Korea Institute of Science and Technology als leitende Wissenschaftlerin tätig. Von Juli 2002 bis Juli 2010 war sie Direktorin des Functional Proteomics Center, Teil des 21st Century Frontier R&D Program am Korea Institute of Science and Technology ist.
2010 wurde sie auf einen neuen Posten in der südkoreanischen Regierung berufen. Als Senior Officer for National Future war sie damit betraut, die Kommunikation der Regierung in Bezug auf Wissenschaft und Technologie zu koordinieren und zur Förderung kohlenstoffarmer und umweltfreundlicher Technologien beizutragen. Diese Aufgabe endete 2013.
Sie war außerdem von 2009 bis 2010 Präsidentin der Korean Biophysical Society und 2010 Präsidentin der Korea Genome Organization. In der Periode 2018/2019 war sie Präsidentin der Korean Federation of Women's Science & Technology Associations (KOFWST).

## Forschung
Ein Großteil von Yus Arbeit konzentrierte sich auf die Entschlüsselung der Struktur und der Faltung des Proteins Alpha-1-Antitrypsin sowie seiner Funktion und Stabilität. Dieses Protein, das in der Leber produziert und in den Blutkreislauf abgegeben wird, gehört zur Familie der Serpine (Serinproteinase-Inhibitoren). Wenn die Konzentrationen von Alpha-1-Antitrypsin zu niedrig sind oder das Protein nicht vorhanden ist, kann es zu Schäden an den Lungenzellen (Emphysem) und der Leber (Zirrhose) kommen. Die Forschungen Yus zur Stabilität des Alpha-1-Antitrypsins stellten eine direkte Verbindung zwischen einem biologischen Marker und dem genetischen Emphysem her. Ihre Arbeit eröffnete nicht nur innovative therapeutische Perspektiven für diese Erkrankungen, sondern könnte auch ein neues Licht auf andere genetisch bedingte Krankheiten werfen. Für diese Arbeiten wurde Yu 1998 mit dem UNESCO-L’Oréal-Preis für Wissenschaftlerinnen ausgezeichnet, der in jenem Jahr erstmalig an vier Frauen aus vier Regionen verliehen wurde.

## Auszeichnungen
- 1995: Distinguished Publication Award der Koreanischen Föderation der Gesellschaften für Wissenschaft und Technik
- 1996: Mokam Award der Koreanischen Gesellschaft für Molekularbiologie
- 1998: UNESCO-L’Oréal-Preis für die Region Asien-Pazifik
- 2001: Seoul City Cultural Award
- seit 2002 Mitglied der Korean Academy of Science and Technology (KAST)
- 2004: Ungbi Medal der Koreanischen Regierung